# Fertilidad del suelo
La fertilidad del suelo se refiere a la capacidad del suelo para sostener el crecimiento de las plantas agrícolas, es decir, para proporcionar hábitat a las plantas y producir rendimientos sostenidos y consistentes de muy alta calidad.

## Propiedades
Un suelo fértil, tiene las siguientes propiedades:
- La capacidad de suministrar nutrientes y agua esenciales para las plantas en cantidades y proporciones adecuadas para el crecimiento y reproducción de las plantas.
- La ausencia de sustancias tóxicas que pueden inhibir el crecimiento de las plantas.

Las siguientes propiedades contribuyen a la fertilidad del suelo en la mayoría de las situaciones: 
- Profundidad suficiente del suelo para el crecimiento adecuado de las raíces y la retención de agua;
- Buen drenaje interno, que permite una aireación suficiente para un crecimiento óptimo de las raíces (aunque algunas plantas, como el arroz, toleran el anegamiento);
- Capa superior del suelo con suficiente materia orgánica para una estructura saludable y retención de humedad;
- PH del suelo en el rango de 5.5 a 7.0 (adecuado para la mayoría de las plantas, pero algunas prefieren o toleran más condiciones ácidas o alcalinas);
- Concentraciones adecuadas de nutrientes esenciales para las plantas en formas disponibles para la planta;
- Presencia de una variedad de microorganismos que apoyan el crecimiento de las plantas.

En las tierras utilizadas para la agricultura y otras actividades humanas, el mantenimiento de la fertilidad del suelo generalmente requiere el uso de prácticas de conservación del suelo. Esto se debe a que la erosión del suelo y otras formas de degradación del suelo generalmente resultan en una disminución de la calidad con respecto a uno o más de los aspectos indicados anteriormente. 

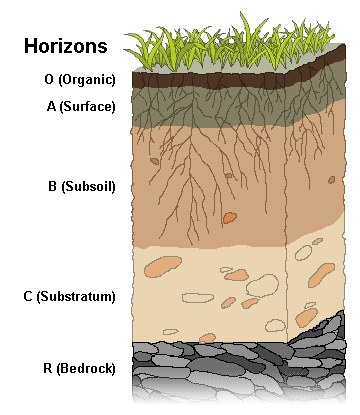
Los científicos del suelo usan las letras mayúsculas O, A, B, C y E para identificar los horizontes maestros, y letras minúsculas para distinguir estos horizontes. La mayoría de los suelos tienen tres horizontes principales: el horizonte superficial (A), el subsuelo (B) y el sustrato (C). Algunos suelos tienen un horizonte orgánico (O) en la superficie, pero este horizonte también puede ser enterrado. El horizonte maestro, E, se utiliza para horizontes subsuperficiales que tienen una pérdida significativa de minerales (elución). La roca madre dura, que no es tierra, usa la letra R.

## Abono del suelo
El fósforo biodisponible es el elemento en el suelo que más falta. El nitrógeno y el potasio también se necesitan en cantidades sustanciales. Por esta razón, estos tres elementos siempre se identifican en un análisis de fertilizante comercial. Por ejemplo, un fertilizante 10-10-15 tiene 10 por ciento de nitrógeno, 10 por ciento (P2O5) de fósforo disponible y 15 por ciento (K2O) de potasio soluble en agua. El azufre es el cuarto elemento que puede identificarse en un análisis comercial, por ejemplo, 21-0-0-24 que contendría 21% de nitrógeno y 24% de sulfato. 
Los fertilizantes inorgánicos son generalmente menos costosos y tienen mayores concentraciones de nutrientes que los fertilizantes orgánicos. Además, dado que el nitrógeno, el fósforo y el potasio generalmente deben estar en formas inorgánicas para ser absorbidas por las plantas, los fertilizantes inorgánicos generalmente están biodisponibles de inmediato para las plantas sin modificación. Sin embargo, algunos han criticado el uso de fertilizantes inorgánicos, alegando que el nitrógeno soluble en agua no satisface las necesidades a largo plazo de la planta y crea contaminación del agua. Los fertilizantes de liberación lenta pueden reducir la pérdida de nutrientes por lixiviación y pueden hacer que los nutrientes que proporcionan estén disponibles durante un período de tiempo más largo. 
La fertilidad del suelo es un proceso que implica el ciclo constante de nutrientes entre formas orgánicas e inorgánicas. A medida que los microorganismos descomponen el material vegetal y los desechos animales, liberan nutrientes inorgánicos a la solución del suelo, un proceso denominado mineralización. Esos nutrientes pueden sufrir transformaciones adicionales que pueden ser ayudadas o habilitadas por los microorganismos del suelo. Al igual que las plantas, muchos microorganismos requieren o utilizan preferentemente formas inorgánicas de nitrógeno, fósforo o potasio y competirán con las plantas por estos nutrientes, atando los nutrientes en la biomasa microbiana, un proceso a menudo llamado inmovilización. El equilibrio entre los procesos de inmovilización y mineralización depende del equilibrio y la disponibilidad de los principales nutrientes y carbono orgánico para los microorganismos del suelo. Los procesos naturales como los rayos pueden fijar el nitrógeno atmosférico convirtiéndolo en (NO2). La desnitrificación puede ocurrir en condiciones anaeróbicas (inundación) en presencia de bacterias desnitrificantes. Los cationes nutrientes, incluidos el potasio y muchos micronutrientes, se mantienen en enlaces relativamente fuertes con las porciones negativamente cargadas del suelo en un proceso conocido como intercambio catiónico. 
En 2008, el costo del fósforo como fertilizante se duplicó con creces, mientras que el precio del fosfato de roca como producto básico aumentó ocho veces. Recientemente se ha acuñado el término pico de fósforo, debido a la presencia limitada de fosfato de roca en el mundo.

## Limitaciones de luz y CO2
La fotosíntesis es el proceso mediante el cual las plantas usan la energía de la luz para impulsar reacciones químicas que convierten el CO2 en azúcares. Como tal, todas las plantas requieren acceso a la luz y al dióxido de carbono para producir energía, crecer y reproducirse. 
Si bien normalmente están limitados por el nitrógeno, el fósforo y el potasio, los bajos niveles de dióxido de carbono también pueden actuar como un factor limitante en el crecimiento de las plantas. Estudios científicos publicados y revisados por pares han demostrado que aumentar el CO2 es altamente efectivo para promover el crecimiento de las plantas hasta niveles superiores a 300 ppm. Aumentos adicionales en el CO2 pueden, en un grado muy pequeño, continuar aumentando la producción fotosintética neta.

## Agotamiento del suelo
El agotamiento del suelo ocurre cuando los componentes que contribuyen a la fertilidad se eliminan y no se reemplazan, y las condiciones que sostienen la fertilidad del suelo no se mantienen. Esto conduce a bajos rendimientos de cosecha. En la agroindustria, el agotamiento o esterilidad se debe a su característica de cultivo excesivamente intenso.
La fertilidad del suelo puede verse seriamente afectada cuando el uso del suelo cambia rápidamente. Por ejemplo, en la Nueva Inglaterra colonial, los colonos tomaron una serie de decisiones que agotaron los suelos, que incluyen: permitir que los animales del rebaño vaguen libremente, no reponer los suelos con estiércol, y una secuencia de eventos que condujeron a la erosión. William Cronon escribió que "...el efecto a largo plazo fue poner en peligro esos suelos. La eliminación del bosque, el aumento de las inundaciones destructivas, la compactación del suelo y el cultivo de cultivos forzados por el pastoreo de animales, el arado, todo sirvió para aumentar la erosión". 
Uno de los casos más extendidos de agotamiento del suelo a a 2008 es en zonas tropicales donde el contenido de nutrientes de los suelos es bajo. Los efectos combinados de las crecientes densidades de población, la tala industrial a gran escala, la agricultura de tala y quema y la ganadería, y otros factores, han agotado los suelos en algunos lugares mediante la eliminación rápida y casi total de nutrientes. 
El agotamiento del suelo ha afectado el estado de la vida vegetal y los cultivos en la agricultura en muchos países. En el Medio Oriente, por ejemplo, a muchos países les resulta difícil cultivar productos debido a las sequías, la falta de suelo y la falta de riego. El Medio Oriente tiene tres países que indican una disminución en la producción de cultivos, las tasas más altas de disminución de la productividad se encuentran en las zonas montañosas y secas. Muchos países de África también sufren un agotamiento del suelo fértil. En regiones de clima seco como Sudán y los países que conforman el desierto del Sahara, las sequías y la degradación del suelo son comunes. Los cultivos comerciales como el té, el maíz y los frijoles requieren una variedad de nutrientes para crecer de manera saludable. La fertilidad del suelo ha disminuido en las regiones agrícolas de África y el uso de fertilizantes artificiales y naturales se ha utilizado para recuperar los nutrientes del suelo.
El agotamiento de la capa superior del suelo ocurre cuando la capa superior orgánica rica en nutrientes, que tarda cientos de miles de años en acumularse en condiciones naturales, se erosiona o agota de su material orgánico original. Históricamente, el colapso de muchas civilizaciones pasadas puede atribuirse al agotamiento de la capa superior del suelo. Desde el comienzo de la producción agrícola en las Grandes Llanuras de América del Norte en la década de 1880, aproximadamente la mitad de su capa superior del suelo ha desaparecido.
El agotamiento puede ocurrir a través de una variedad de otros efectos, incluido el sobrelavado (que daña la estructura del suelo), el uso insuficiente de los aportes de nutrientes que conducen a la extracción del banco de nutrientes del suelo y la salinización del suelo.

## Efectos del agua de riego
La calidad del agua de riego es muy importante para mantener la fertilidad y la labranza del suelo, y para que las plantas utilicen más profundidad del suelo. Cuando el suelo se riega con agua altamente alcalina, se acumulan sales de sodio no deseadas en el suelo, lo que haría que la capacidad de drenaje del suelo sea muy pobre. Por lo tanto, las raíces de las plantas no pueden penetrar profundamente en el suelo para un crecimiento óptimo en suelos alcalinos. Cuando el suelo se riega con pH bajo/agua ácida, las sales útiles (Ca, Mg, K, P, S, etc.) se eliminan drenando el agua del suelo ácido y, además, se disuelven las sales de aluminio y manganeso no deseadas en las plantas. del suelo que impide el crecimiento de las plantas. Cuando el suelo se riega con agua de alta salinidad o no sale suficiente agua del suelo regado, el suelo se convertiría en suelo salino o perdería su fertilidad. El agua salina mejora la presión de turgencia o el requisito de presión osmótica que impide la extracción de agua y nutrientes por las raíces de las plantas. 
La pérdida superior del suelo tiene lugar en suelos alcalinos debido a la erosión por los flujos superficiales de agua de lluvia o el drenaje, ya que forman coloides (barro fino) en contacto con el agua. Las plantas absorben sales inorgánicas solubles en agua solo del suelo para su crecimiento. El suelo como tal no pierde fertilidad solo al cultivar, sino que pierde su fertilidad debido a la acumulación de sales inorgánicas no deseadas y al agotamiento de las sales inorgánicas deseadas del suelo por riego inadecuado y agua de lluvia ácida (cantidad y calidad de agua). La fertilidad de muchos suelos que no son adecuados para el crecimiento de las plantas se puede mejorar muchas veces gradualmente proporcionando agua de riego adecuada de calidad adecuada y buen drenaje del suelo. 

## Distribución global

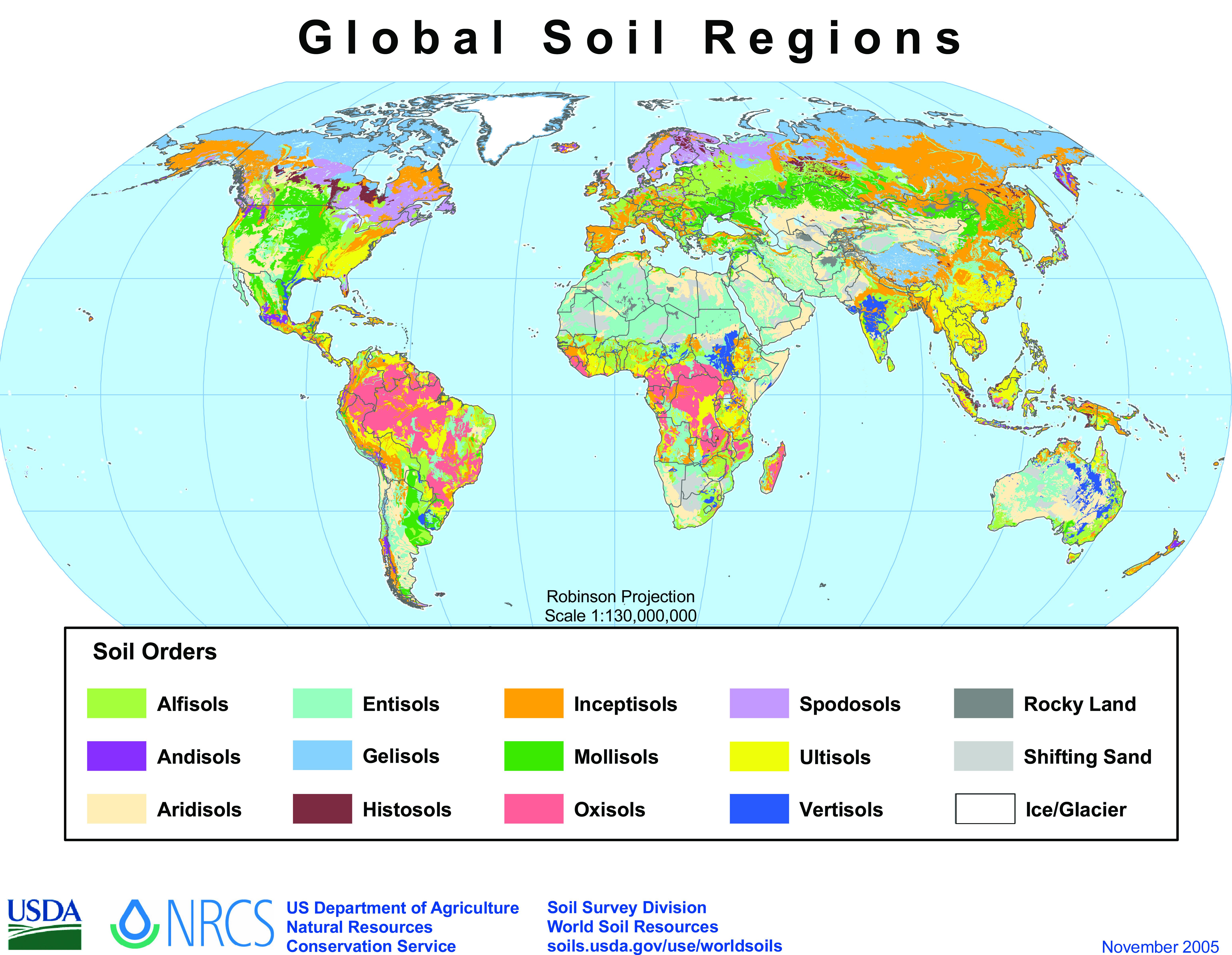
Distribución global de los tipos de suelo del sistema de taxonomía de suelos del USDA. Los molisoles, que se muestran aquí en verde oscuro, son un buen (aunque no el único) indicador de alta fertilidad del suelo. Coinciden en gran medida con las principales zonas productoras de granos del mundo, como los Estados de las praderas de América del Norte, la Pampa y el Gran Chaco de América del Sur y el cinturón de tierra negra de Ucrania a Asia central.